# Manfred Jessen-Klingenberg
Manfred Jessen-Klingenberg (født 13. november 1933 i Nørre Stabel, død 1. april 2009 i Oldenburg in Holstein) var en tysk historiker. Han betragtes som en af de "mest markante historikere i Slesvig-Holsten."